# Angelus Kujur
Angelus Kujur SJ (Mundaltoli, 14 de julho de 1946) é um religioso indiano e bispo católico romano emérito de Purnea.
Angelus Kujur ingressou na ordem jesuíta e foi ordenado sacerdote em 13 de abril de 1980. Estudou psicologia e espiritualidade de 1981 a 1985 na Pontifícia Universidade Gregoriana de Roma. Depois foi pároco e mestre de noviços em Jisu Jaher, Dumka e desde 1989 primeiro provincial da província jesuíta de Dumka-Raiganj.
Papa Bento XVI nomeou-o Bispo de Purnea em 20 de janeiro de 2007. O arcebispo de Ranchi, Cardeal Telesphore Placidus Toppo, conferiu-lhe a consagração episcopal em 18 de abril do mesmo ano; Os co-consagradores foram Vincent Barwa, Bispo Auxiliar de Ranchi, e Julius Marandi, Bispo de Dumka.
Em 8 de dezembro de 2021, o Papa Francisco aceitou a renúncia de Angelus Kujur por motivos de idade.